# Lissodema tomaroides
Lissodema tomaroides es una especie de coleóptero de la familia Salpingidae.

## Distribución geográfica
Habita en Japón.